# Adam Halamski
Adam Antoni Halamski (ur. 5 lutego 1949 w Będzinie, zm. 16 sierpnia 2021 w Warszawie) – polski socjolog i dyplomata; od 2006 do 2010 pełnił funkcję ambasadora RP w Danii, zaś od 2000 do 2004 w Portugalii.

## Życiorys
W 1971 ukończył studia socjologiczne na Wydziale Filozoficzno-Historycznym Uniwersytetu Jagiellońskiego. W latach 1978–1979 studiował zarządzanie personelem w Międzynarodowym Instytucie Administracji Publicznej w Paryżu. W 1980 uzyskał stopień doktora nauk humanistycznych w Instytucie Filozofii i Socjologii Polskiej Akademii Nauk, a w 1990 w tej samej jednostce uzyskał stopień doktora habilitowanego, przedstawiwszy dzieło Postawy kadry kierowniczej i jej społeczne uwarunkowania.
Do 1989 był pracownikiem naukowym Instytutu Administracji i Zarządzania. W 1990 związał się zawodowo z polską służbą dyplomatyczną. Początkowo pełnił funkcję doradcy ministra spraw zagranicznych. W latach 1991–1996 pracował w Ambasadzie RP w Paryżu jako zastępca kierownika placówki. Po powrocie do kraju był zastępcą dyrektora i dyrektorem Departamentu Europy Zachodniej MSZ. Od 2000 do 2004 pełnił misję Ambasadora RP w Portugalii.
W latach 2004–2006 ponownie zatrudniony w centrali MSZ, najpierw jako dyrektor Departamentu Europy, a następnie szef resortowego archiwum.
W 2006 objął stanowisko Ambasadora RP w Królestwie Danii. Funkcję pełnił do 2010.
Syn Edmunda i Barbary. Był mężem socjolożki Marii Halamskiej. Ojciec paleobiologia Adama Tadeusza Halamskiego. Pochowany w Marcyporębie.

## Odznaczenia
- Krzyż Kawalerski Orderu Wielkiego Księcia Giedymina – 1999 (Litwa)[7]
- Krzyż Komandorski Orderu Trzech Gwiazd – 2005 (Łotwa)[8]
- Wielki Oficer Orderu Leopolda II (Belgia)[6]
- Komandor Orderu Danebroga (Dania)[6]
- Komandor Orderu Zasługi Portugalii (Portugalia)[6]
- Kawaler Legii Honorowej (Francja)[6]

## Wybrane publikacje
- Makrospołeczne uwarunkowania postaw kadry kierowniczej, Warszawa 1982
- Postawy kadry kierowniczej i ich społeczne uwarunkowania, Warszawa 1989
- Współpraca polityczna i wojskowa w ramach Trójkąta Weimarskiego, Warszawa–Toruń 1997